# مورچه‌خورک
مورچه‌خورک یا مورچه‌خور خاردار یا اکیدنه، جانوری از تیرهٔ تُندزبانان (Tachyglossidae) و راستهٔ تک‌سوراخیان از بازماندگان پستانداران تخم‌گذار است. چهار گونهٔ موجود،  مورچه‌خورک پوزه‌کوتاه ، مورچه‌خورک پوزه‌دراز غربی  و مورچه‌خورک پوزه‌دراز شرقی همراه با نوک‌اردکیها؛ (پلاتپوس‌ها)، تنها  اعضا منقرض نشده راستهٔ پستانداران تخم گذار هستند
به خاطر سرعتی که زبان مورچه‌خورک برای گرفتن مورچه و موریانه دارد به این خانواده تندزبانان گقته‌اند.

## ویژگی‌ها
مورچه‌خورک ۳۰ تا ۶۰ سانتی‌متر طول دارد و بدنش از خارهای سفید و سیاه بسیار تیز پوشیده شده است و فاقد دندان است و با زبان خود مورچه‌ها و جانوران ریز را می‌گیرد. آن‌ها در هر بار تخم‌گذاری یک تخم می‌گذارند که در درون کیسه مادر تبدیل به نوزاد می‌شوند و تا هنگام رشد کافی در آن باقی می‌مانند و تغذیه می‌کنند.

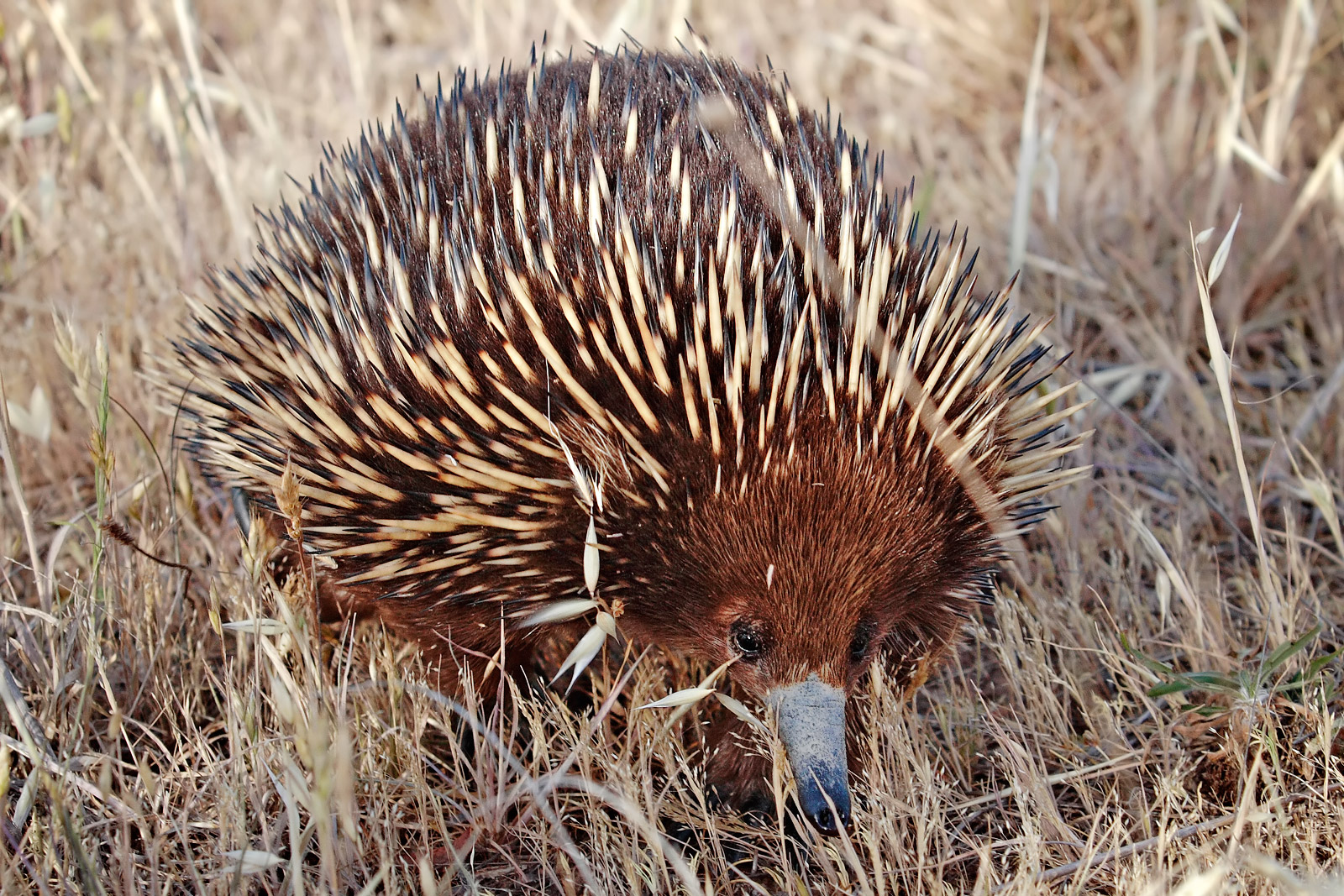
مورچه‌خورک پوزه‌کوتاه